# گولیندا (تگزاس)
گولیندا، تگزاس (به انگلیسی: Golinda, Texas) یک شهر در ایالات متحده آمریکا با جمعیت ۵۵۹ نفر است که در تگزاس واقع شده‌است.

## موقعیت جغرافیایی
موقعیت جغرافیایی شهرها و مناطق اطراف به شرح زیر است: